# IMI ガリル
IMI ガリル（英語: Galil、ヘブライ語: גליל）は、イスラエルのIMI社製の歩兵用小銃（自動小銃・システム）である。2005年以降は同社小火器部門が独立状態となり設立されたイスラエル・ウェポン・インダストリーズ（IWI）社が生産・プロモーションする。
名前は開発者の一人、ロシア出身のイスラエル・ガリリ（Israel Galili）及びガリラヤ地方に由来する。

## 概要
イスラエル国防軍は1950年代までFN FALを採用していたが、1967年の六日間戦争によって軍首脳部はFN FALに代わるライフルの必要性を実感した。FALは全長が長いため車両による移動を多用する砂漠地帯での取り回しが悪く、砂漠の気候によって作動不良が頻繁した。また、イスラエル国防軍兵士が敵の戦闘員から鹵獲したAK-47をFALの代わりに実際に使用したという報告もあった。そのため、イスラエル国防軍ではM16やHK33、更にはAK47までもがFALの後継としてトライアルで試験されたが、最終的にはイスラエル・ガリリとその補佐役であるヤコブ・リオール（Yaacov Lior）が共同開発したライフルが採用された。そのライフルは大部分でRk 62の特徴を持ちながらも5.56x45mm（M193）を使用していた。西側諸国（NATO）に合わせ7.62x39mm弾より小口径な5.56mm NATO系列を採用する事による全長の短縮だけでなく、FN FALのサイドスイングストックを流用し携帯性を向上させた。また、Rk 62と同様に過酷な環境に適しているAK-47の構造を継承しているが、反動の少ないM193の採用、削り出しレシーバーの使用、アイアンサイトの照門と照星の間隔を広げる、フラッシュハイダーの装着によってAK-47の欠点だった連射時における命中率の低下も抑制された。
試作段階に於いては、フィンランドで製作されるカラシニコフ・コピーのバルメ社製Rk 62のレシーバーを輸入、アメリカのコルト社とキャデラックゲージ社それぞれに口径5.56mm仕様のバレル素材とマガジン、ボルトを発注、ストックはFN FALのそれを流用し開発された。これが後にガリル・ライフル・システムの基礎となった。
自国生産能力が低かったイスラエル建国初期は、工作機械の不足からバルメ社より引き続きレシーバーの輸入を行い製造していたが、生産ラインを確保すると純国産ライフルとして量産された。量産体制が整ってからはイスラエル国防軍の一部に配備されていたが、アメリカからM16の供給を受け、M16をベースに取り回しの悪さを改善したカービンモデルを全面配備したためガリルはイスラエルではそこまで使用されなかった。グアテマラ、コロンビア、ペルー、ボリビア、チリ等の中南米で広く採用されている他、発展型のガリル・エースの7.62x39mm弾を使用するモデルをベトナムが制式採用している等イスラエル国外では現在でも歩兵用アサルトライフルとして現役である。
特に苛酷な環境にある国に多く採用され、南アフリカ、ミャンマーを始めとしてエルサルバドル、コスタリカ、コンゴ、トリニダード・トバゴ、ジンバブエ、ニカラグア、フィリピン、ボツワナ、ホンジュラス、トンガ、などで採用されている。

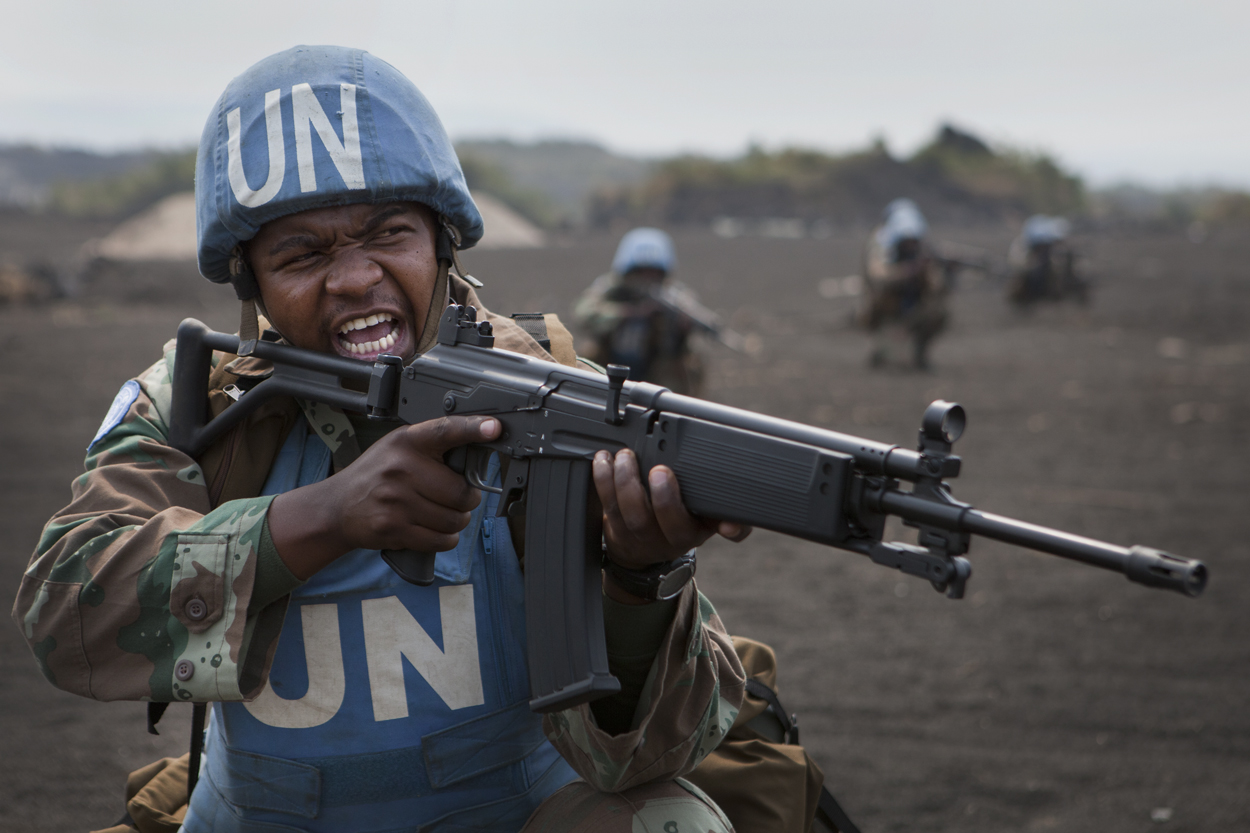
訓練においてR4を構える、国際連合コンゴ民主共和国ミッションに参加した南アフリカ陸軍の兵士

## 特徴
マガジンは基本の35発と簡易軽機関銃用の50発のバナナ型弾倉が用意されており、アダプターを使えばSTANAG マガジンも使用出来る。R4(5・6)としてライセンス生産する南アフリカのデネル・グループ・ベクター社では、センサテック（ポリマー樹脂）採用のより耐久性の高いマガジンを開発している。こちらは上記に加えて5発・20発・30発など、バリエーションは本家よりも幅広い。
当時のAK-47派生ライフルとしては珍しく、セレクターが両側についている。銃の左側面のセーフティは小型でグリップに近い位置に付けられており、銃を右肩で構えた場合で、グリップを握った右手の親指だけで快適に切り替える事が出来る様に設計されている。銃の右側面のセーフティはAK-47と同じデザインで、安全位置では機関部カバーを兼ねる大型のものである。またコッキングハンドルは、AK-47ではボルトの右側面へ突き出しているのに対し、本銃ではボルトの右上に直立しているため、銃のどちらの側面からでも指を掛けることができる。

### 栓抜き・ワイヤーカッター
本銃特有の装備として、バイポッドの固定具に栓抜きを装備している事が挙げられる。
イスラエル国防軍が本銃の導入を始めた初期段階に前線から装弾不良の報告が続出したため原因を調査してみたところ、兵士達が瓶の王冠を外す際、手元に栓抜きが無いため弾倉の給弾口部分の上段で代用しようとして変形させてしまったことが原因と判明した。通常ならばその様な用途には使用しないよう通達した上で兵士に栓抜きを支給するものだが、本銃では折り畳んだバイポッドの先端を固定するハンドガード部の器具（ハンドガードを握る際、小指付近の位置）に栓抜き用の機能を追加した。
さらに、バイポッドと銃本体の接続基部にはワイヤーカッター（ヒンジ部に針金をあてがい、バイポッドを格納状態から展張した状態にすると切断する構造）を付与している。
性能に直結しないこの様な機能をライフル自体に付与する事は世界的に見ても珍しい。これらの機能はガリルARMモデルにのみ備えられており、後に製造された簡略型のARではバイポッドと共に省略されている。また、簡易的ながらARMモデルが本来持っていた軽機関銃としての役割がネゲヴ軽機関銃に引き継がれることとなり、ARM自体の生産も狙撃向け口径7.62x51mmセミ・オートモデル"ガラッツ"のみに縮小され、現行型では更なる改良によりこれらの機能は完全に省略された。

## バリエーション・派生型

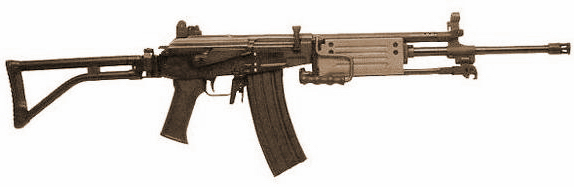
ガリルARM（5.56mm NATO弾仕様）

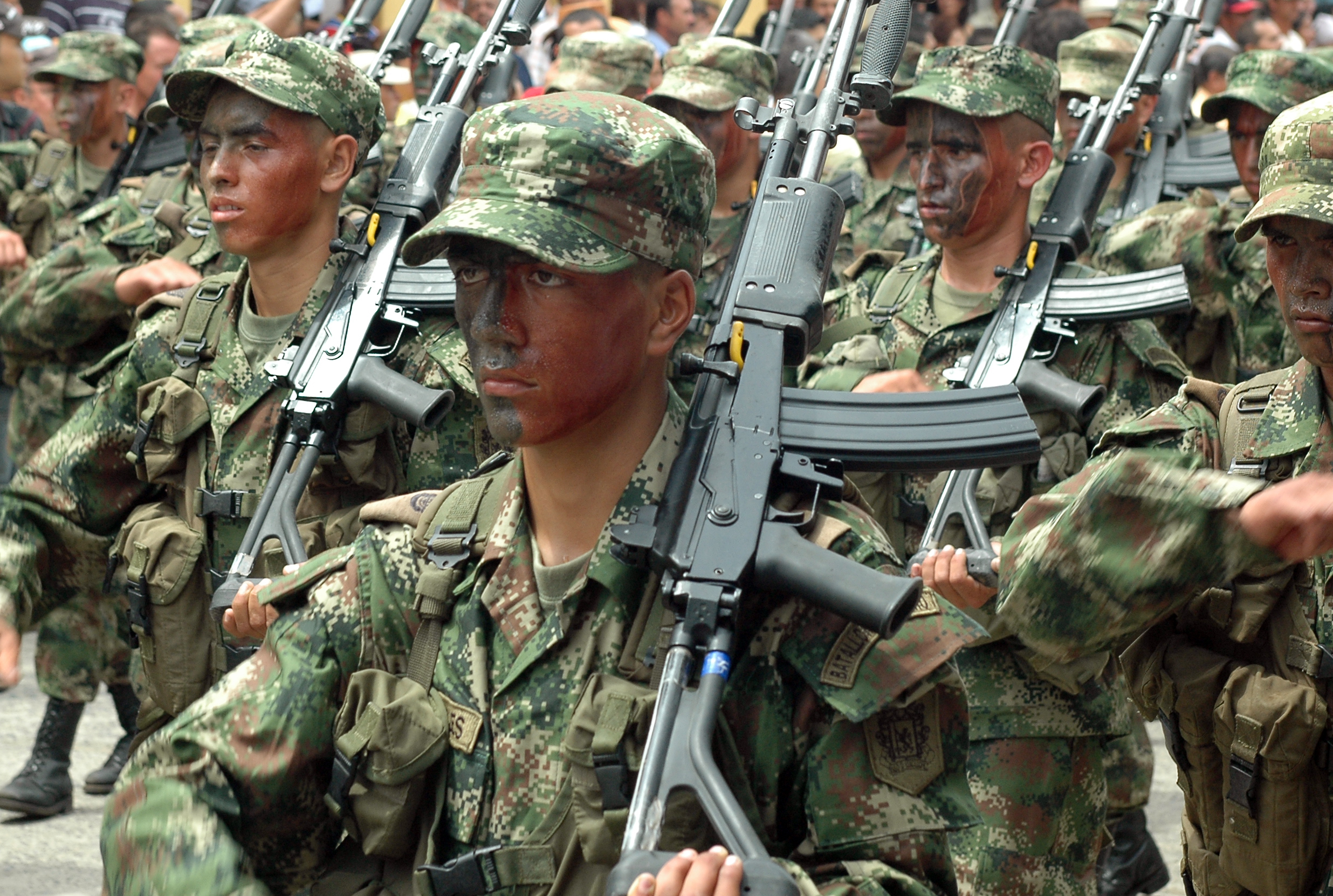
ガリルを装備したコロンビア軍
遊底の先に見えるオレンジ色のものは樹脂製のプラグ。これを薬室に挿入しておくことで、弾薬を装填できない安全状態であることを示す

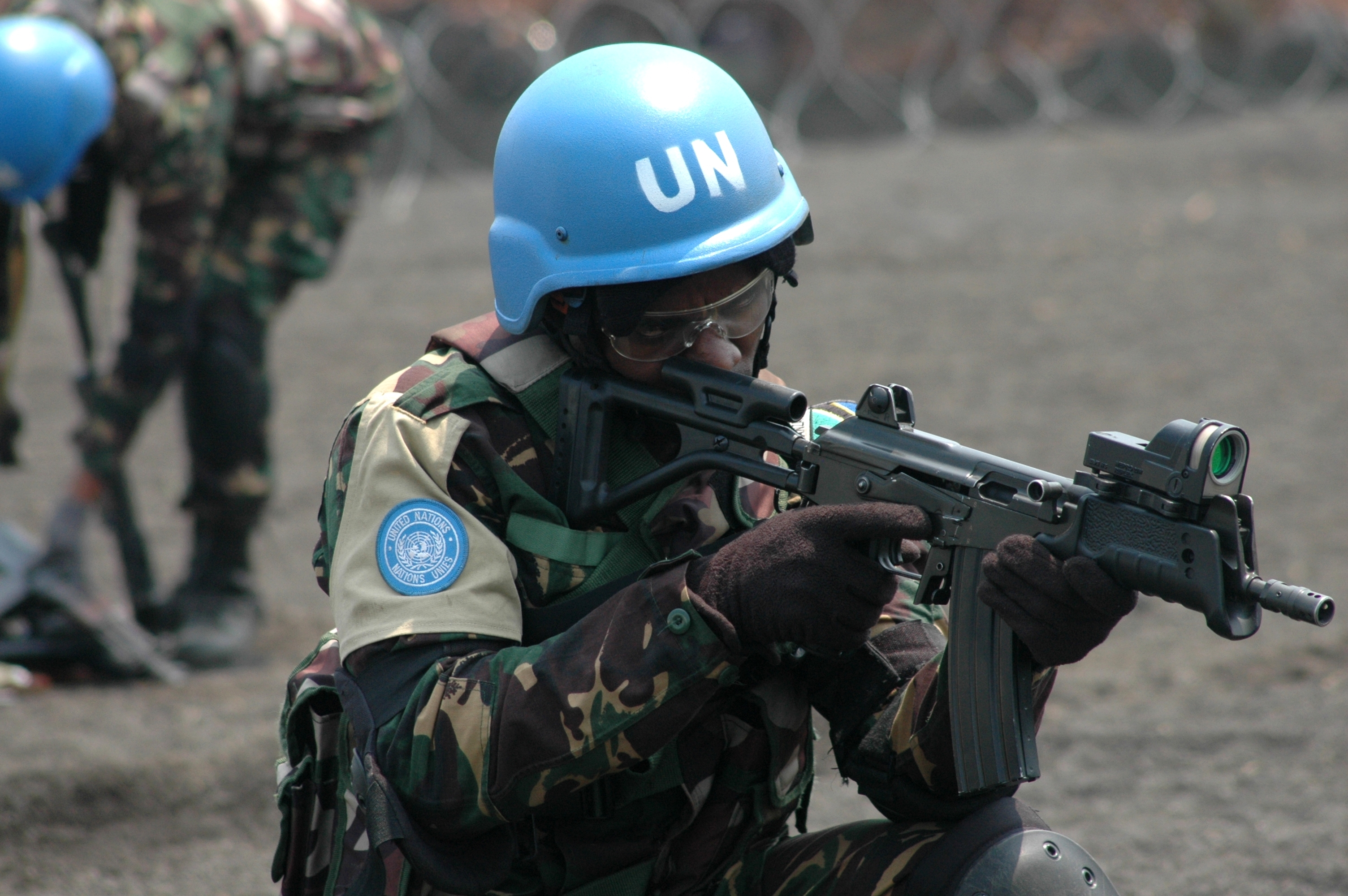
訓練展示においてガリルMARを構える、国際連合コンゴ民主共和国ミッションの強制介入旅団に参加したタンザニア軍兵士。

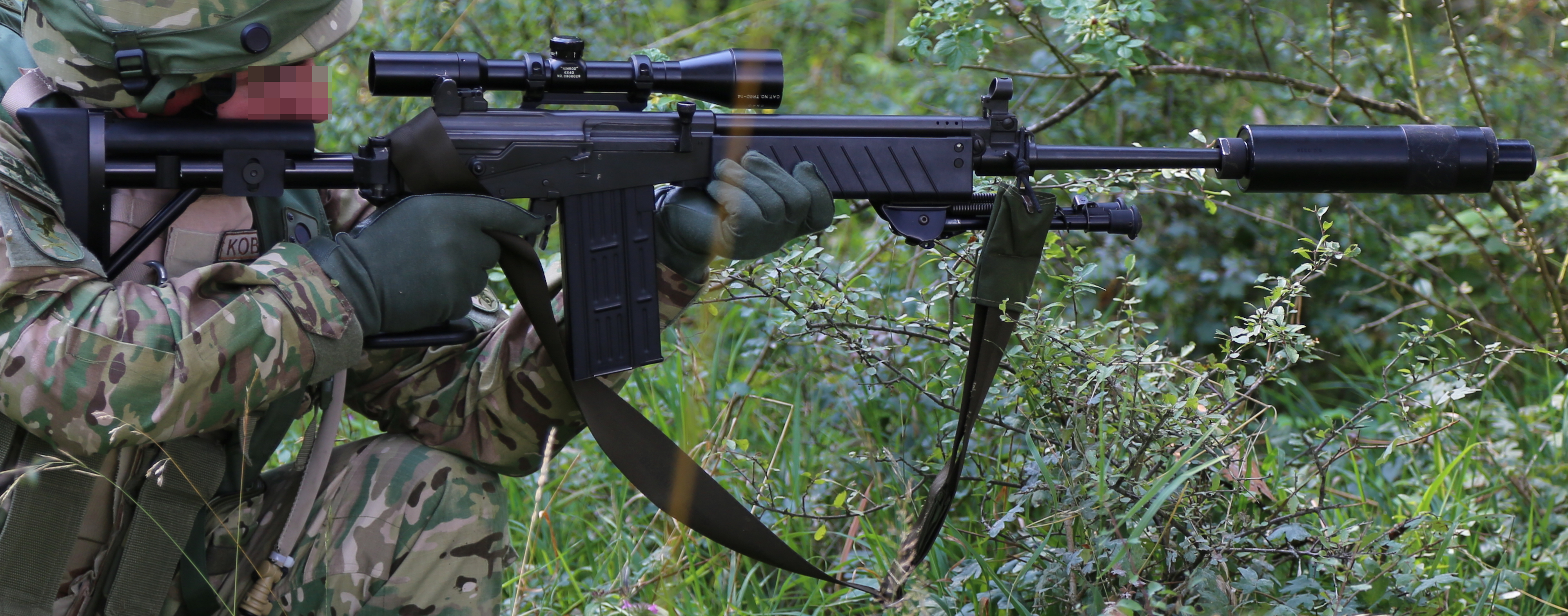
ジョージア軍のガラッツ

ARM (アサルト・ライフル/マシンガン)
前述の栓抜き付ハンドガードとバイポッドを装備、簡易的な軽機関銃（ライト・マシンガン、LMG）としての用途も考慮した基礎モデル。現在、IWI社での生産は後述の口径7.62x51mm狙撃用途モデル・ガラッツ限定となっている。
AR (アサルト・ライフル)
キャリングハンドルとバイポッドを省略、それに連なる栓抜き付ハンドガードから栓抜きを省略した別設計のセンサテック・ポリマー樹脂製ハンド・ガードを装着するモデル。現在各国の軍で使用されているモデルとしてはARMよりもこのモデルの方が一般的である。
SAR (ショート・アサルト・ライフル)
全長を短く切り詰めたカービン（騎兵銃）タイプ。
マイクロ・ガリル
旧称、MAR（マイクロ・アサルト・ライフル）。SARより更にバレル長を短縮しサブマシンガン並の長さとしたモデルである。ハンド・ガードには前期型と後期型の二種があり、後者には照準器装着を考慮しピカティニー・レールが加工されている。公的機関向けの機種として、改良型のマイクロ・ガリル・ポリスが存在する。安全性考慮のため普段はチャンバーを空にして携帯する警官の要望に応えるべく、新たにコッキングハンドルを左側面へ移しており、要事の際には素早い装填・射撃準備の完了が出来るよう改良されている。この特徴は最新型のエース・シリーズにも反映されている。
7.62×51mm弾対応型
狙撃用途重視としてARM、AR、SARそれぞれに口径7.62x51mm仕様が存在する。5.56mm弾用マガジンが湾曲した細長い物なのに対し、7.62mm弾用マガジンは直線的で前後に幅広い形状をしていることから識別できる。かつてはフルオートマチック対応モデルも存在していたが、連射時の反動が制御し辛いなどの理由から現在はセミオートマチックのみとなっている（ガリル・エース・シリーズでは復活している）。
特にARMの狙撃用7.62x51mmガリル・スナイパー・モデルは"ガラッツ（Galatz）"と言うニックネームが付けられ、その改良型としてセンサテック製ストックやハンドガードを装備するSR-99が存在する（現在はガラッツと統合され生産完了）。ガラッツでのハンドガードは通常のガリル同様木製で、FALタイプの折りたたみ式ストックを採用していたが、一時期ストックを固定式としたこともある。現在ARMモデルの生産はガラッツのみに縮小されている。
改良型ガラッツでは、SR-99及びガリル・エース・シリーズの仕様を反映させ、木製からセンサテックのハンドガードに更新されている。固定式ストックは従来のFALタイプの折りたたみ式ストックへ戻され、そのストックも一部をラバーで覆い、使い易さを改善した物となった。グリップも同じく狙撃向けのアナトミー・バーティカルグリップに交換されている。なお、これらの改良と共に栓抜き・ワイヤーカッター機能は完全に排除されている。
マガル (Magal)
マイクロ・ガリルをベースに.30カービン弾を使用する派生モデル。マガジンはM1カービンのものと類似するが新規設計品で、銃側のマガジンキャッチをガリルと同様に後面で受ける。また最終弾の発射後にボルトを後退位置で保持するホールドオープン機能を持つ。イスラエル警察は都市戦闘で使ったM1カービンを代替し、同銃用の備蓄弾薬を活用できるとして採用している。
ゴラーニ(Golani)
民間用の半自動モデル。アメリカなどで販売されている。

## IWI ACE

ACE-N22 アサルトライフル

2009年に発表された、近代化改良したガリルの新規シリーズ名。ガリル・エース (Galil ACE)とも称される。新たに口径7.62x39mm仕様が加わり、AK-47系マガジンも流用可能となった事が最大の特徴であるが、マイクロ・ガリル・ポリスからのフィードバックとして、操作しやすいようレシーバー左側面にコッキングハンドルを移動させると共にセレクターレバーも小型の物に変わり、レシーバー上部やハンドガードに多数のピカティニー・レールを標準装備し、ショルダーストックも折りたたみ可能なFALタイプからM4系に準じたポリマー製テレスコピック（伸縮式）・ストックに変更されるなど、近代マーケットの要求に最大限応えた仕様となっている。
上部レシーバーがスチール製なのに対し、下部レシーバーはグリップから円形ハンドガードまで一体化し、センサテックで製作される新規デザインとなりコストダウンも図られている。引き金はガリル狙撃銃仕様に準じたツーステージトリガーで、引き絞る際の制御が容易である。口径7.62x51mm仕様では従来反動などの問題から外されていたフルオートマチック射撃が可能となっている。
個別バリエーション名も口径別に変更されている。口径5.56x45mm仕様はエース21・22・23（それぞれ左からMAR・SAR・ARに相当）、7.62x39mm仕様はエース31・32（MAR・ARに相当。SARは無し）、7.62x51mm仕様はエース52・53（SAR・ARに相当。MARは無し）となっている。また、各モデルに汎用バイポッドを取り付ければ軽機関銃や狙撃銃としても流用出来る（エース53ではガラッツと同等のARM狙撃仕様となる）。
2012年、エース22のマガジン挿入口を改良し、従来のガリル専用マガジンとの互換性を無くした代わりにアダプター無しでSTANAG マガジンを使用可能としたエース-N22とエース-N21が発表された。
2020年末、IWIのアメリカ法人が口径5.45x39mm弾仕様の販売を開始した。マガジンはAK-74のものを使用可能。また、2021年にはハンドガード、グリップをモデルチェンジしたACE Gen IIを発表。ハンドガードのアクセサリー取り付け方法をM-LOKに変更している。
| モデル名            | ACE 21            | ACE-N 21          | ACE 22            | ACE-N 22          | ACE 23            | ACE 31               | ACE 32               | ACE 52             | ACE 53             | GAR1654             |
| ------------------- | ----------------- | ----------------- | ----------------- | ----------------- | ----------------- | -------------------- | -------------------- | ------------------ | ------------------ | ------------------- |
| 口径                | 5.56x45mm弾       | 5.56x45mm弾       | 5.56x45mm弾       | 5.56x45mm弾       | 5.56x45mm弾       | 7.62x39mm弾          | 7.62x39mm弾          | 7.62x51mm弾        | 7.62x51mm弾        | 5.45x39mm弾         |
| 装弾数              | 35発 ガリル用弾倉 | 30発 STANAG弾倉   | 35発 ガリル用弾倉 | 30発 STANAG弾倉   | 35発 ガリル用弾倉 | 30発 AK-47/AKM用弾倉 | 30発 AK-47/AKM用弾倉 | 25発 ガリル用弾倉  | 25発 ガリル用弾倉  | 30発 AK-74用弾倉    |
| 銃身長              | 216mm             | 216mm             | 335mm             | 335mm             | 463mm             | 216mm                | 409mm                | 409mm              | 511mm              | 406.4mm             |
| ライフリング        | 6条、7インチ/回転 | 6条、7インチ/回転 | 6条、7インチ/回転 | 6条、7インチ/回転 | 6条、7インチ/回転 | 6条、8.5インチ/回転  | 6条、8.5インチ/回転  | 6条、12インチ/回転 | 6条、12インチ/回転 | 6条、7.5インチ/回転 |
| 全長 （銃床折畳時） | 650mm             | 650mm             | 767mm             | 767mm             | 875mm             | 650mm                | 815mm                | 855mm              | 963mm              |                     |
| 全長 （銃床展張時） | 730mm             | 730mm             | 847mm             | 847mm             | 976mm             | 730mm                | 927mm                | 954mm              | 1,055mm            | 876mm               |
| 本体重量            | 3.0kg             | 3.05kg            | 3.4kg             | 3.45kg            | 3.6kg             | 3.0kg                | 3.5kg                | 3.6kg              | 3.8kg              | 3.4kg               |
| 連射速度            | 680～880発/分     | 680～880発/分     | 680～880発/分     | 680～880発/分     | 680～880発/分     | 680～880発/分        | 680～880発/分        | 620～680発/分      | 620～680発/分      |                     |

## ライセンス生産

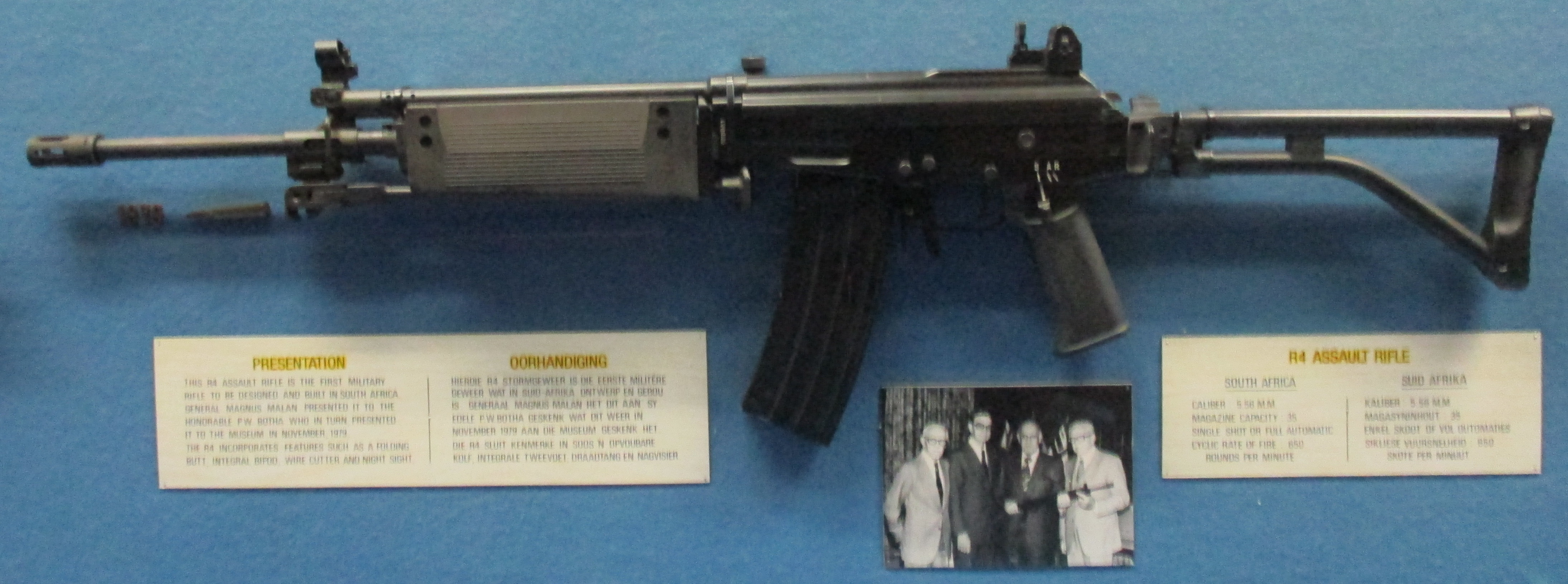
ベクターR4

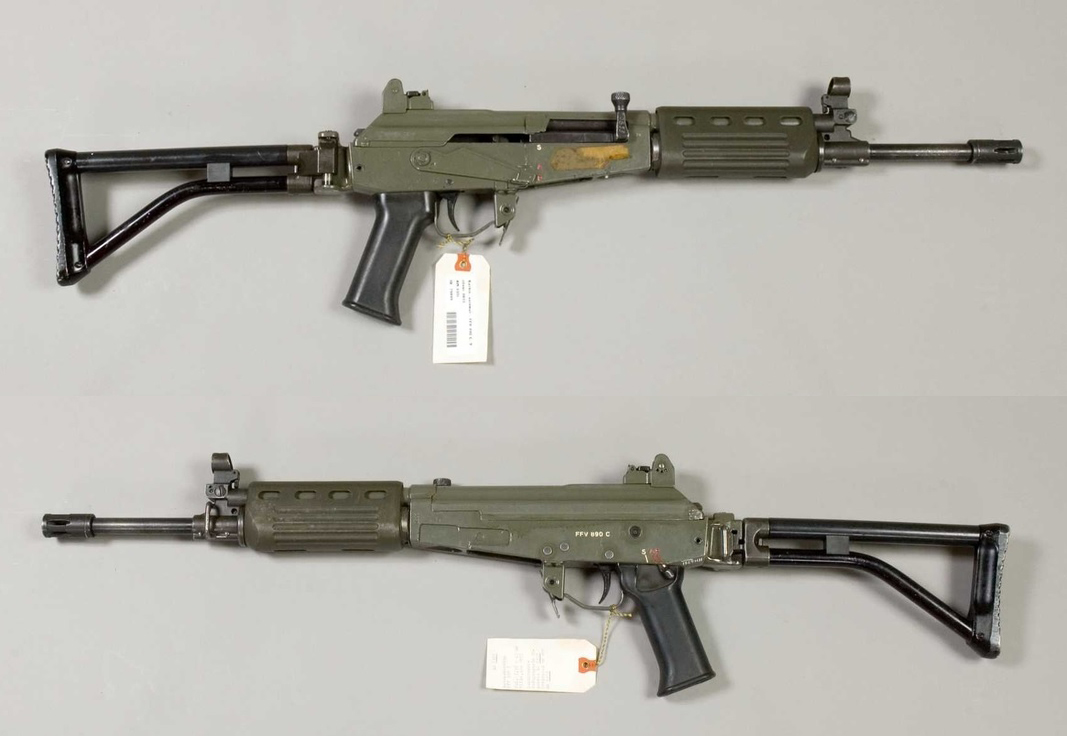
スウェーデン製のFFV 890C

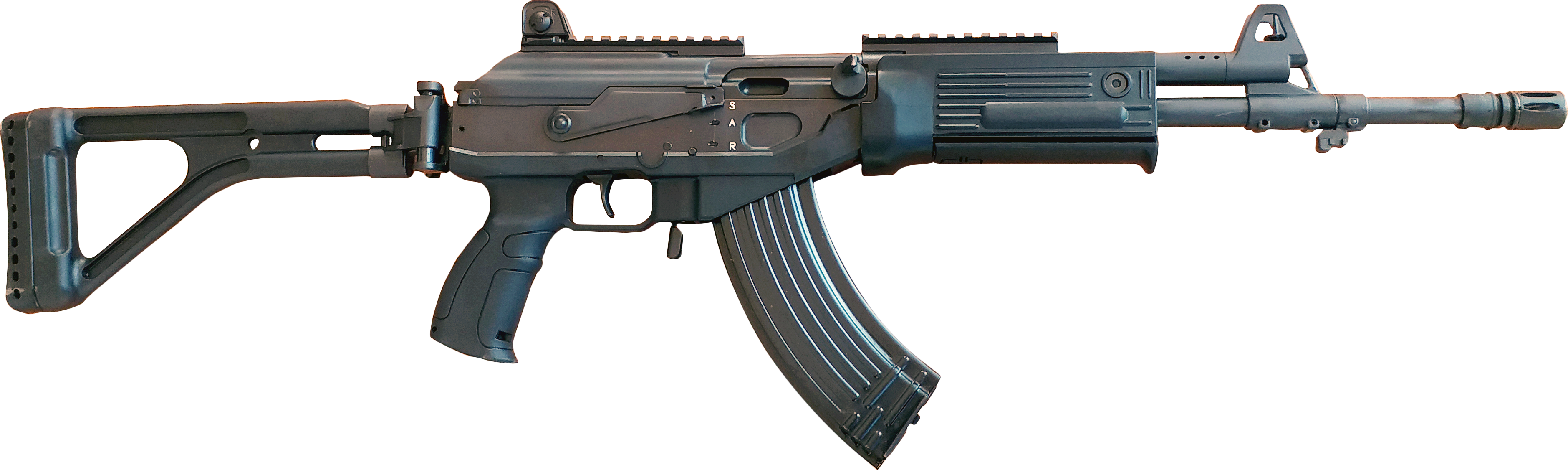
STV-380（セレクターやコッキングハンドルの形状がAK-47に回帰している）

- 南アフリカ共和国
ガリルARMのバットストックとハンドガードを延長し、キャリングハンドルを省略したものをR4として正式採用した（このほか、SARに相当するR5と、MARに相当するR6も生産された）。生産はデネル・グループ・ベクター社。更に機関部をそのまま流用した次世代型CR21と言うブルパップ方式のアサルトライフルも存在する。なお、現在のベクターはR4シリーズの生産を中止しており、代替品として同国のツルベロ・アーモリー社がガリルをベースとしたラプター・アサルトライフルを開発した。
また、R4シリーズの民間向け半自動モデルであるLMシリーズも存在する。

- クロアチア
ハンドガードの変更やスコープの標準装備など大幅に手を加えたAPS-95を少数生産した。

- オランダ
NMW社がNM-1として5.56ARMをライセンス生産し、これを元にオリジナルのD.NM-1・M2を開発した。

- スウェーデン
スウェーデン軍の小銃トライアル向けに、ハンドガードを変更し、緑色の表面処理を施したFFV 890C（5.56AR）が試作された。最終的に競合作のAk 5が採用された。

- イタリア
ベルナルデリ社が少し手を加えM16のマガジンを使用できるようにしたVB-STD（5.56AR）とVB-SR（5.56SAR）や外観が異なり射撃競技などに使用される威力の弱い.22LR弾を使用するイエーガーAP84（AR）が存在する。
- コロンビア
Indumil社がライセンス生産を行い、コロンビア国軍が採用している。近年ではACEもライセンス生産を行い更新が進んでいる。既存のガリルにACE風の改修を行った銃はコルドバと呼ばれ、独自のハンドガードを有する。
また、コロンビアの左翼ゲリラであるELNも軍からの鹵獲品と見られる本銃を多数保有している。 STV-380（セレクターやコッキングハンドルの形状がAK-47に回帰している）
- ベトナム
ACE31および32をライセンス生産、ベトナム人民軍の次期制式採用小銃としている。このACEはSTVシリーズと呼称され、215がACE31、380が32に相当する。試験的に生産されている410および416はAK-47の形式に回帰した固定ストックモデルである(410はAK15、416はAK-103に相当)。

- ミャンマー
ガリルにミャンマー独自の改良を施したEMERK-3がライセンス生産されている。EMERK-3はメーカー名であり、ミャンマー国軍はこれをMA-1ライフルと称して採用している。2002年からそれまでの主力小銃であったH&K G3のライセンス生産品であるBA-63の置き換えが進んでいる。
MA-1には、Mk.1、Mk.2といった型番があり、それぞれマイナーチェンジが施されている。MA-1から派生したものとして、カービンタイプのMA-1（正式名称不明）、MA-1をベースとした汎用機関銃MA-2が開発されており（弾倉をドラム式弾倉に変更可能）、それぞれ国軍で使用されている。
また、MA-1はブルパップタイプのMA-K1が開発されているが、実戦配備はされていないとみられる。
- アメリカ合衆国
バルカンアーマメント社がV73としてライセンス生産している。
バリエーションとしてサイズではマイクロ、SAR、AR、ARMが、使用弾では5.56x45mm、7.62x39mm、7.62x51mmが存在する。

### カスタムモデル
Elite Firearms Galil
アメリカのElite Firearms社が製造するガリル。7.62x39mm仕様（AKのマガジンを使用）になっている。バリエーションとしてSAR、AR、ARMが存在する。本家IWIのACEより先に7.62x39mmのガリルを製造した。また、5.45x39mm弾を使用するARMも製造する。
ノリンコ ハンター
中国北方工業公司（ノリンコ）製スポーティングライフル。ガリルのものを模倣した機関部に木製ハンドガード及び固定式曲銃床を組み合わせている。弾薬は7.62x39mm弾を使用する。

## ギャラリー

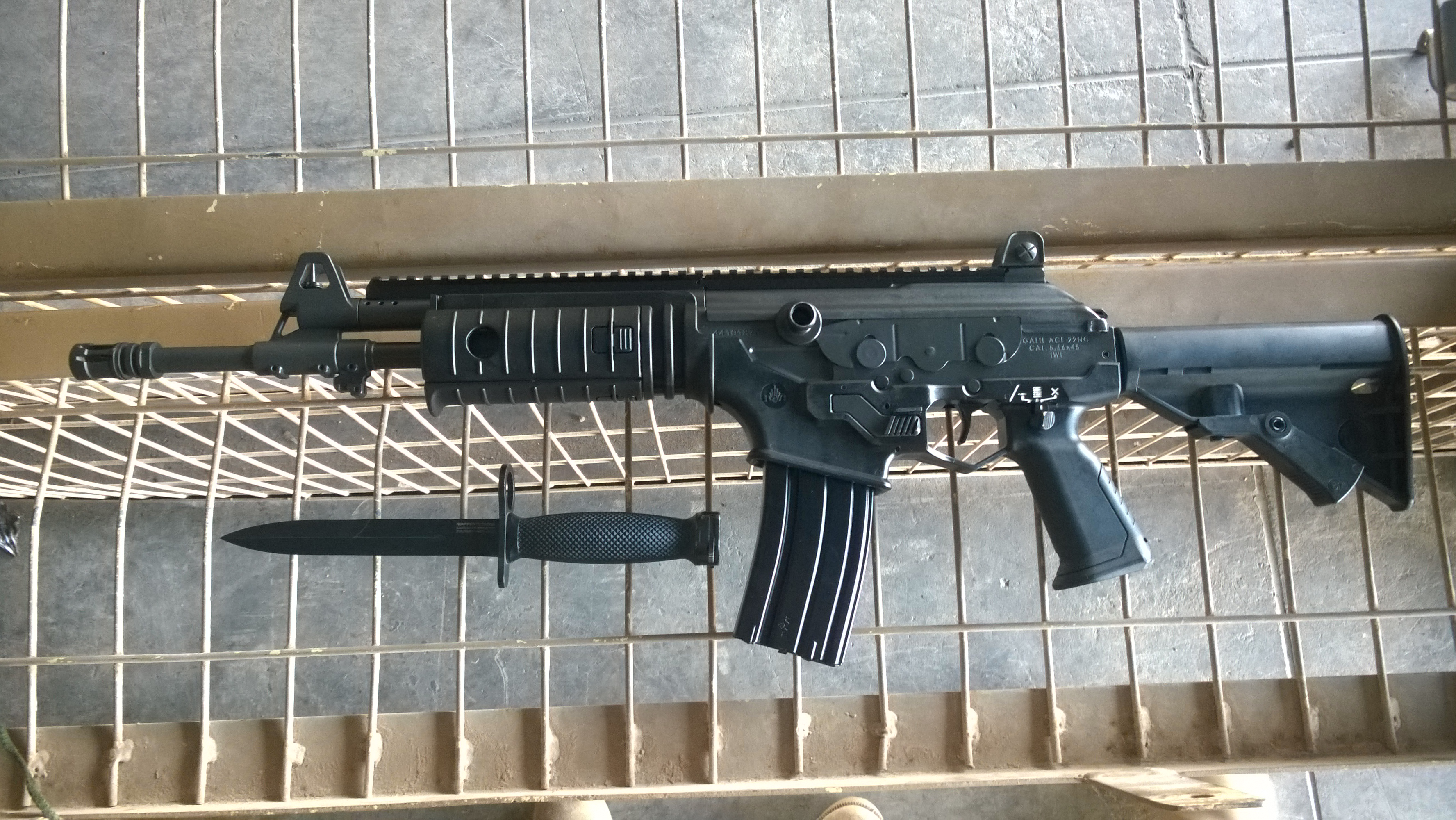
チリ陸軍のガリル・エース
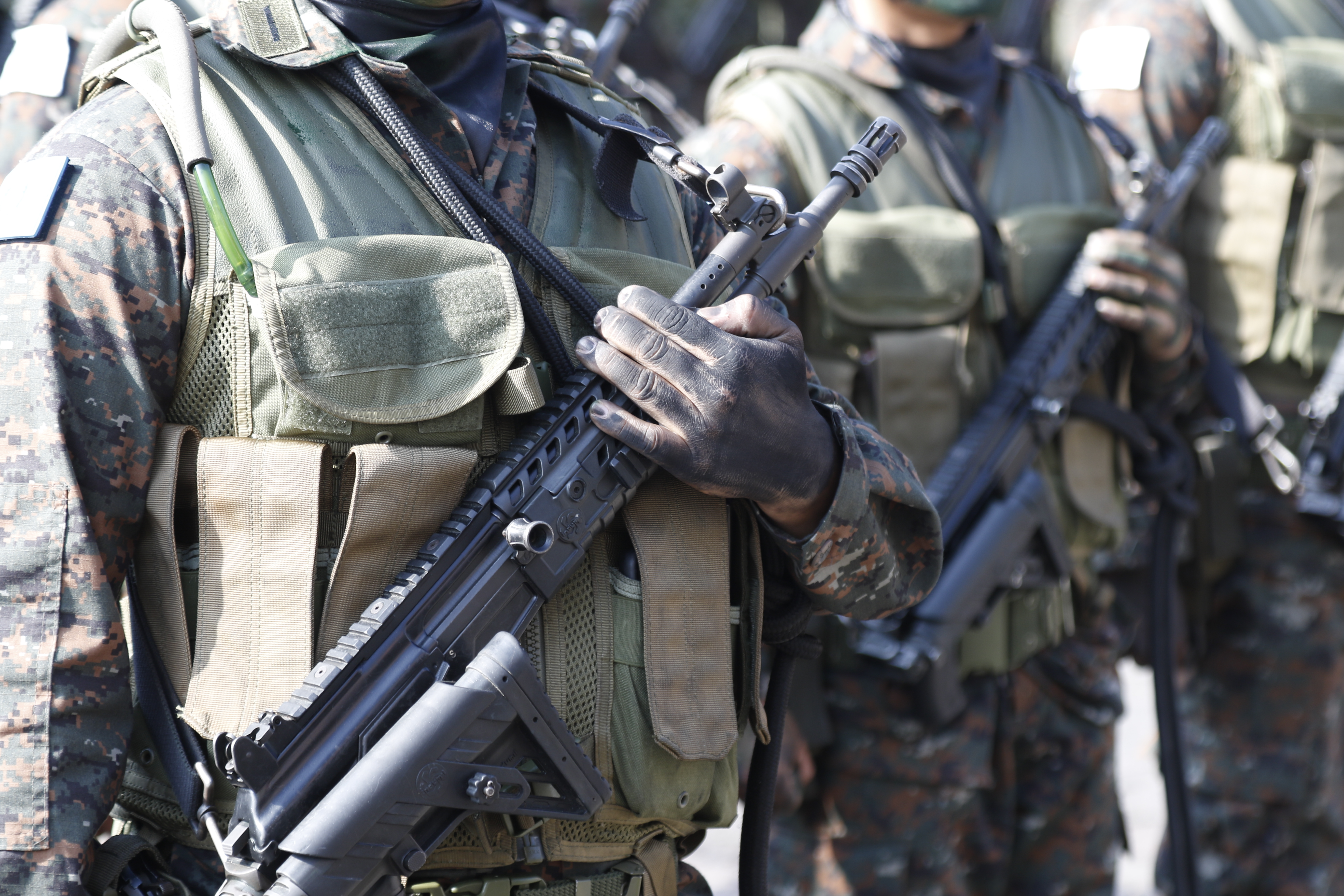
近代化改修を受けたグアテマラのガリル
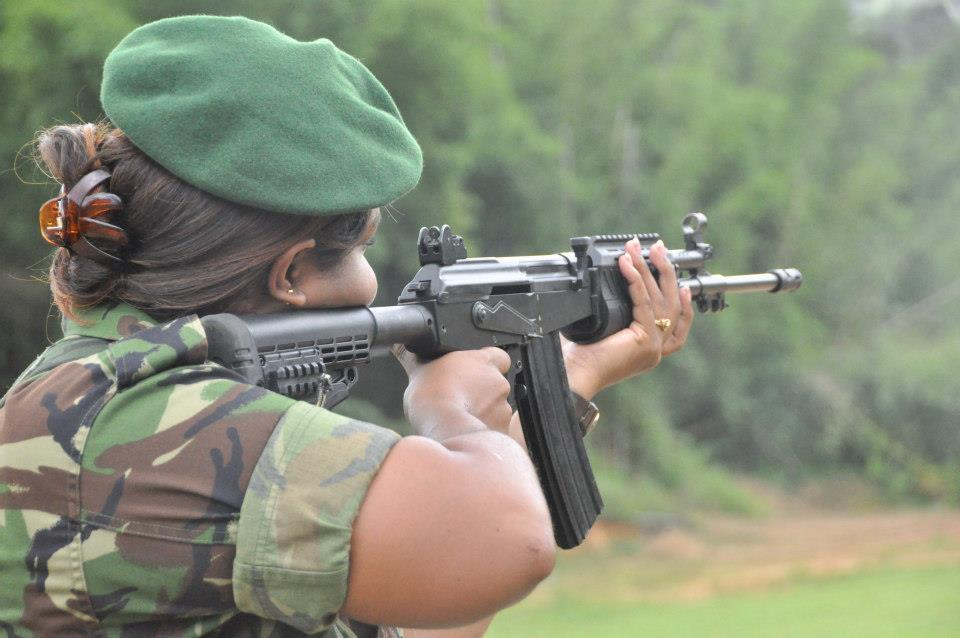
近代化改修を受けたトリニダード・トバゴのガリル
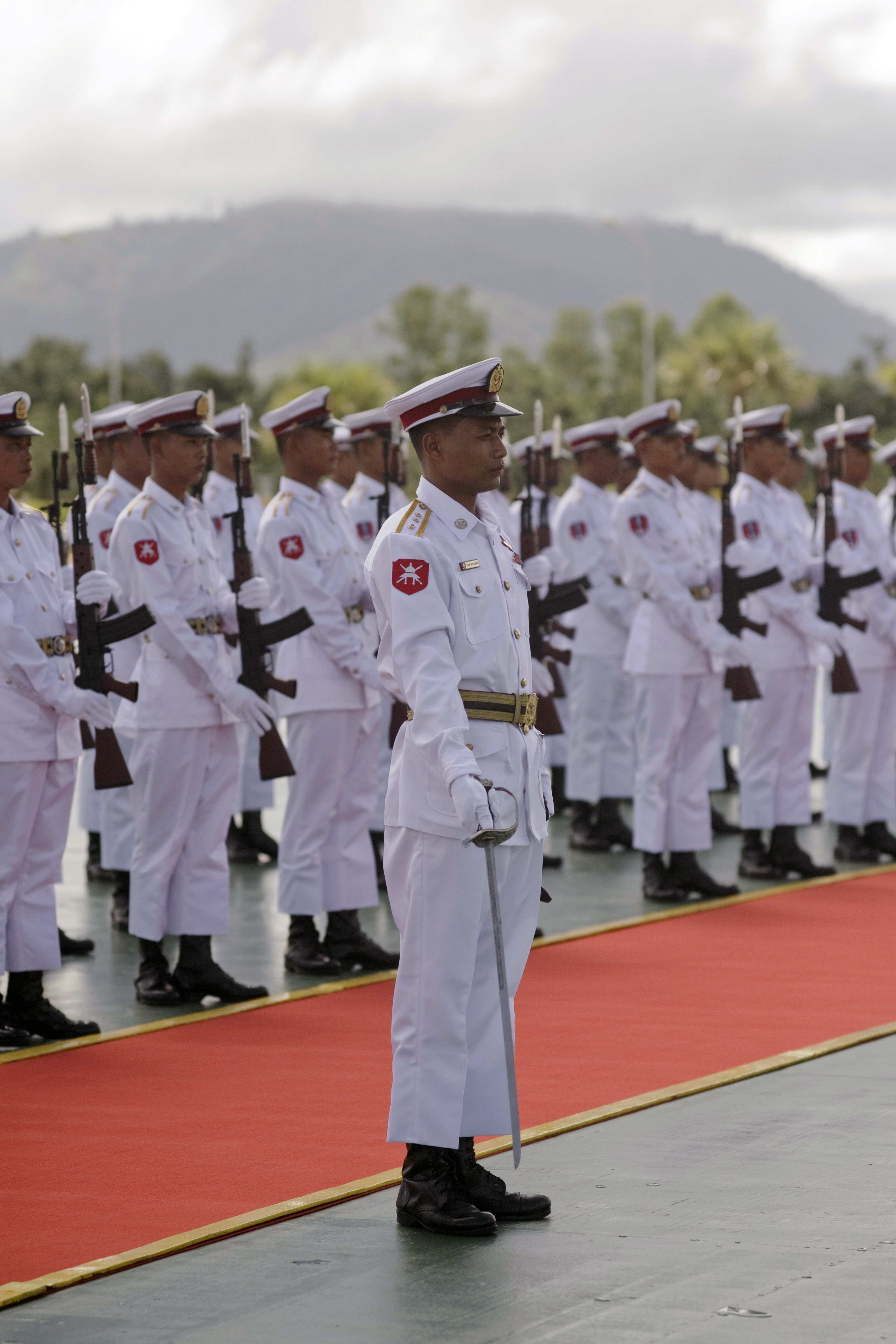
MA-1（ミャンマー製ガリル）を装備したミャンマー軍の儀仗隊
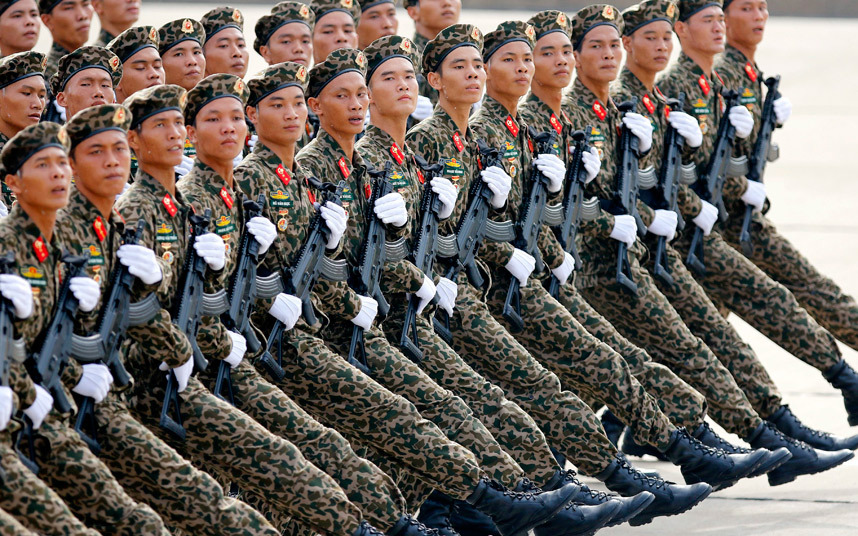
ガリル・エースを装備したベトナム人民軍特工隊
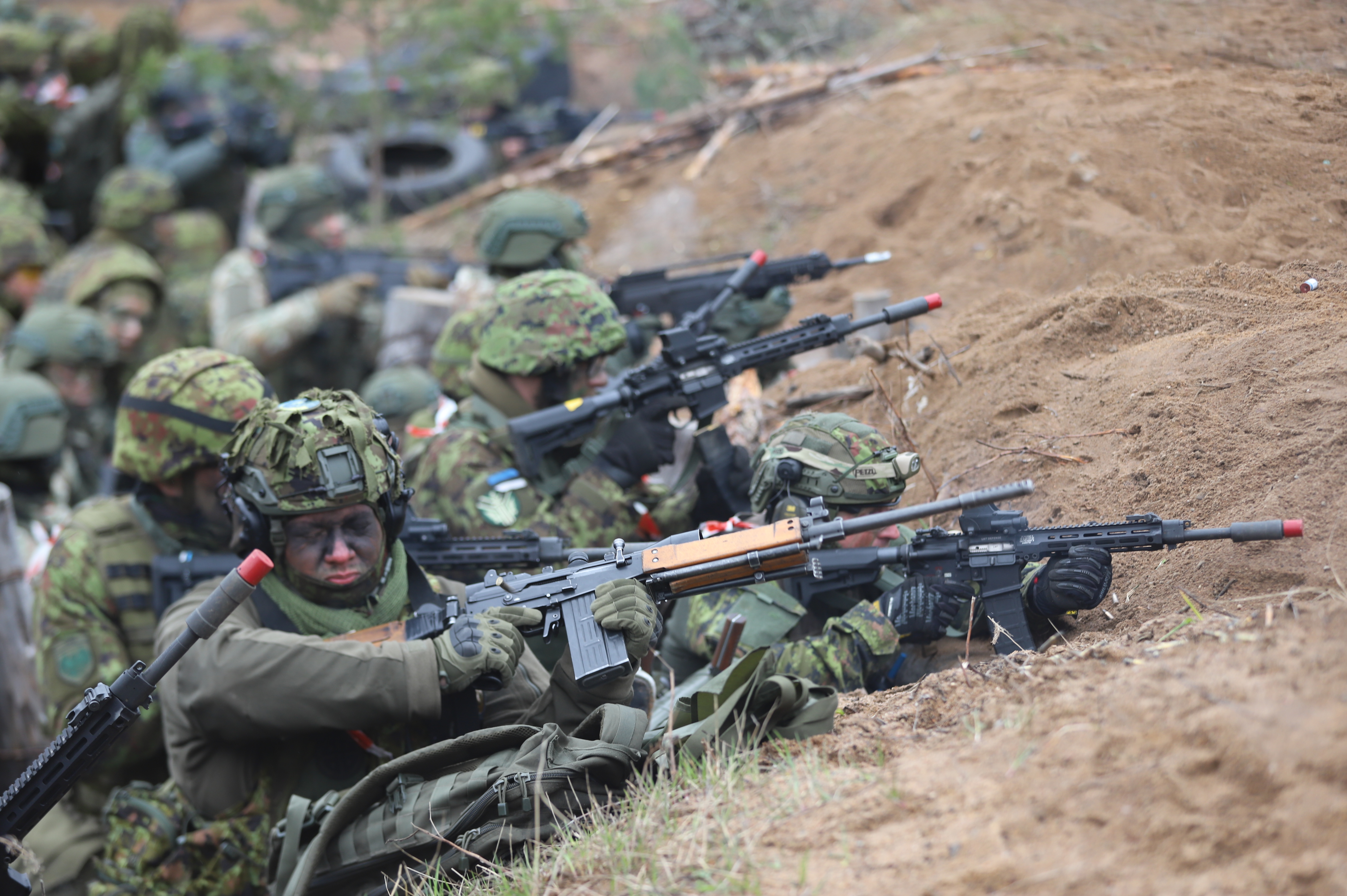
ガラッツを装備したエストニア軍
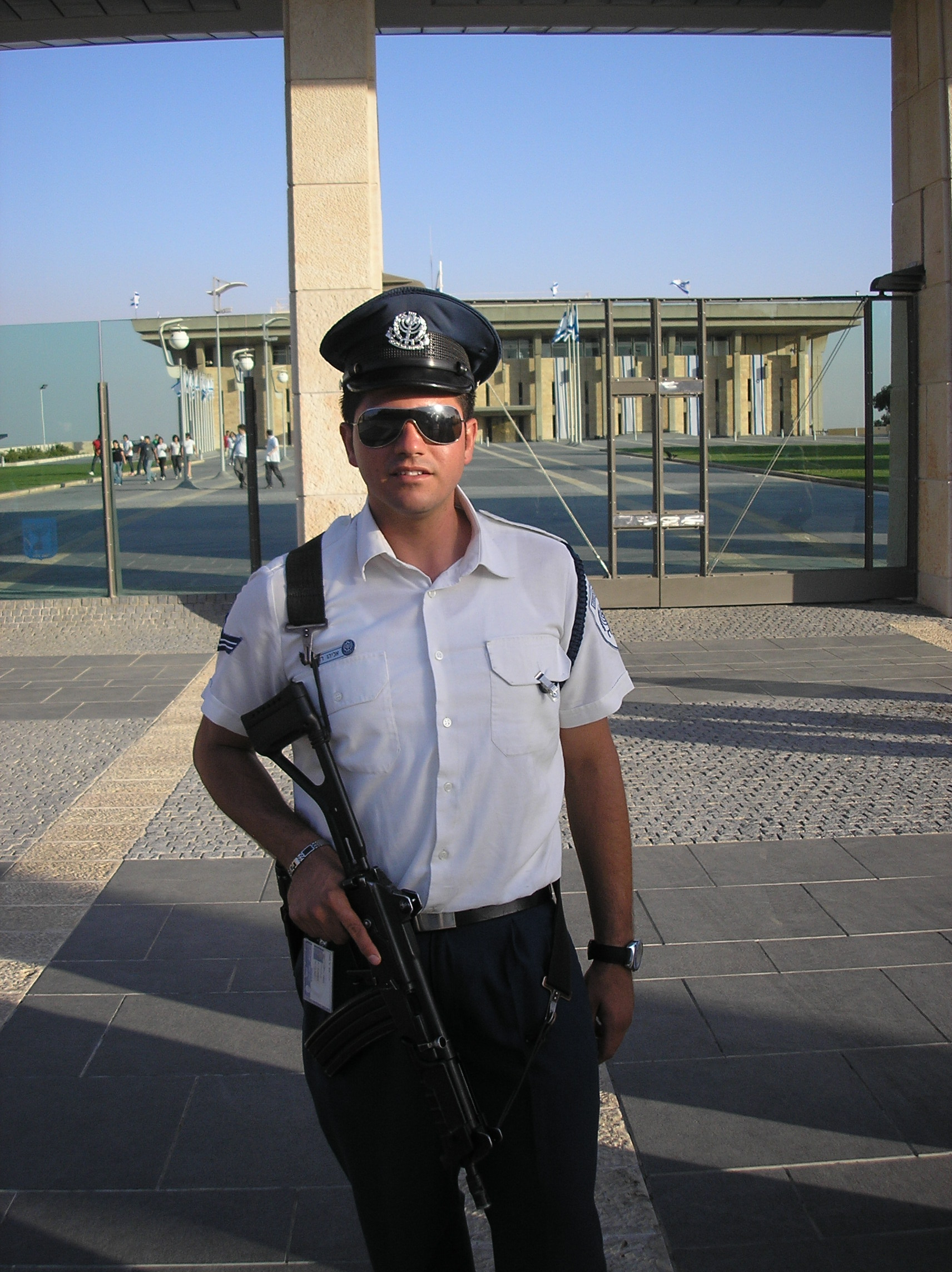
マイクロ・ガリル（ガリルMAR）を装備したクネセト警備隊（Knesset Guard:日本の衛視に相当）の隊員
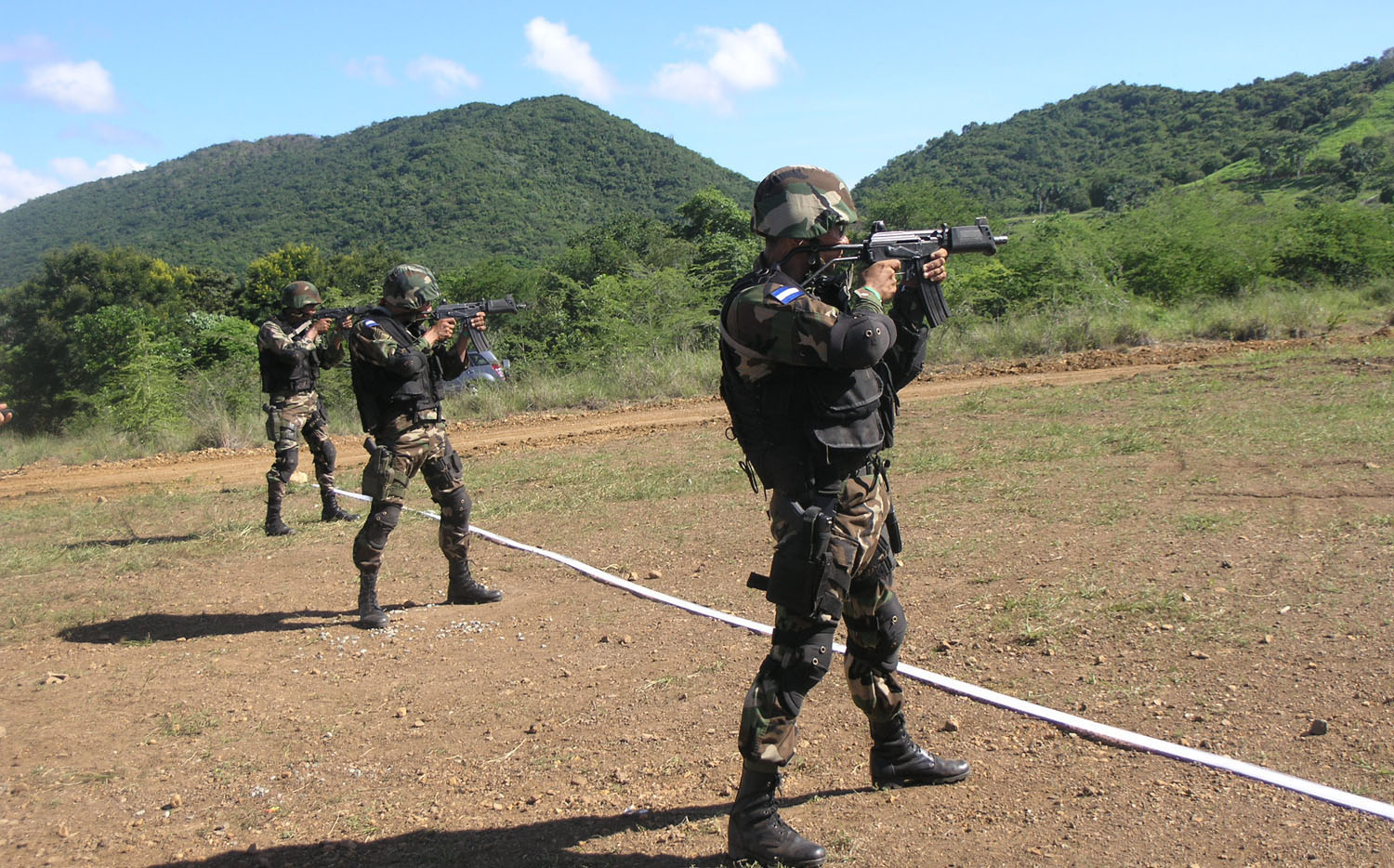
マイクロ・ガリルを装備したニカラグア軍兵士
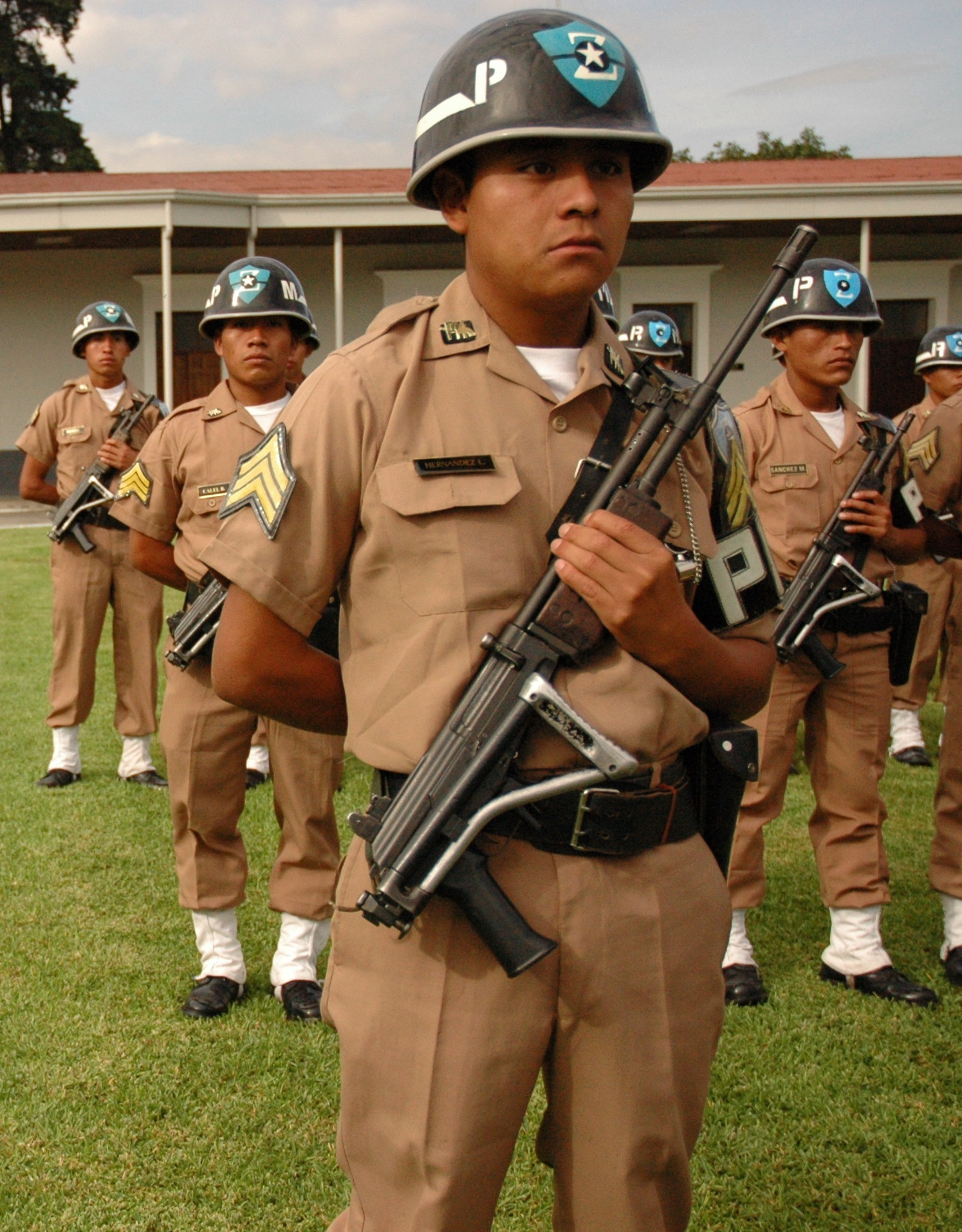
ガリルARを装備したニカラグア共和国の憲兵
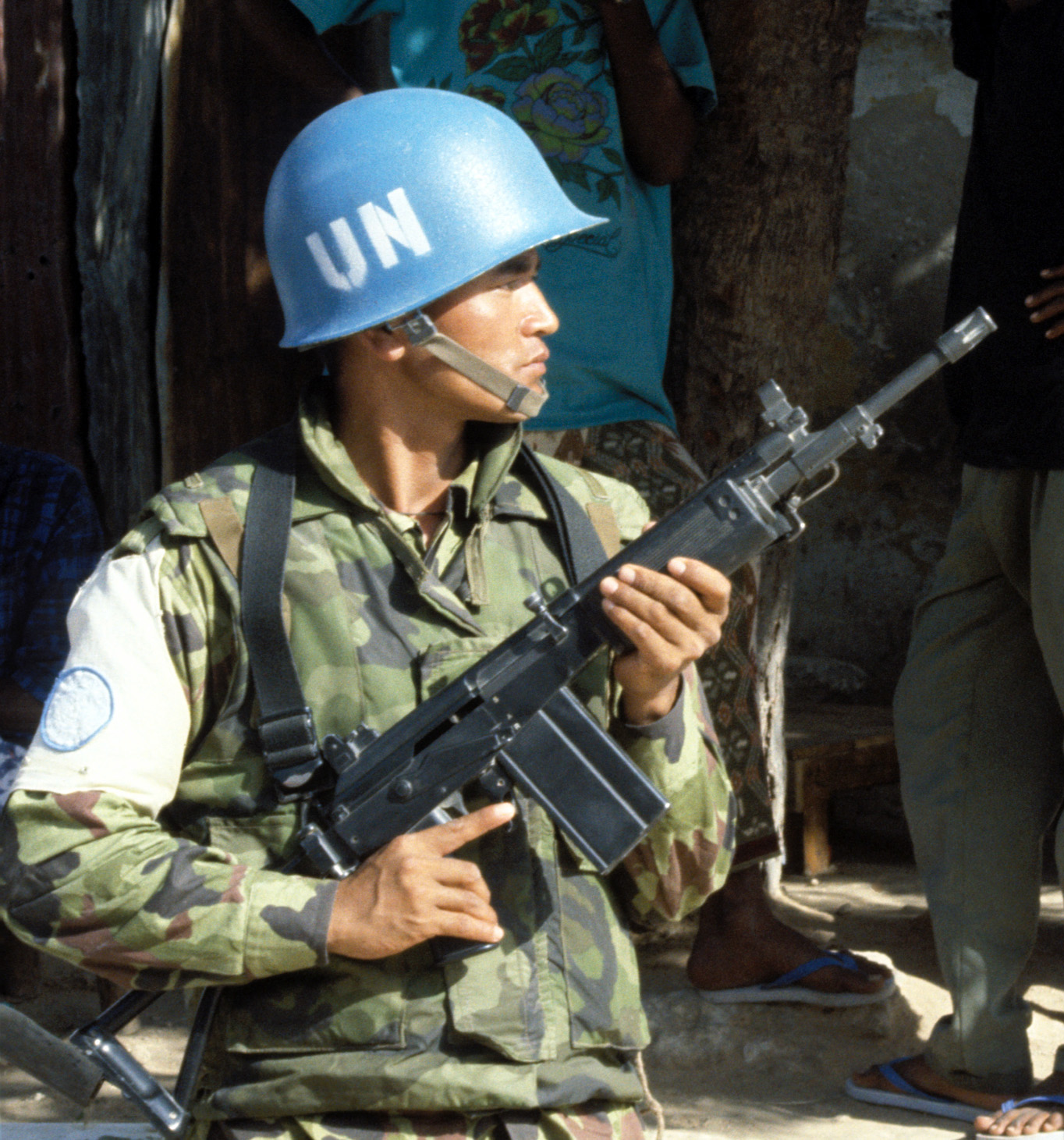
7.62mm弾型のガリルSARを装備したネパール軍兵士
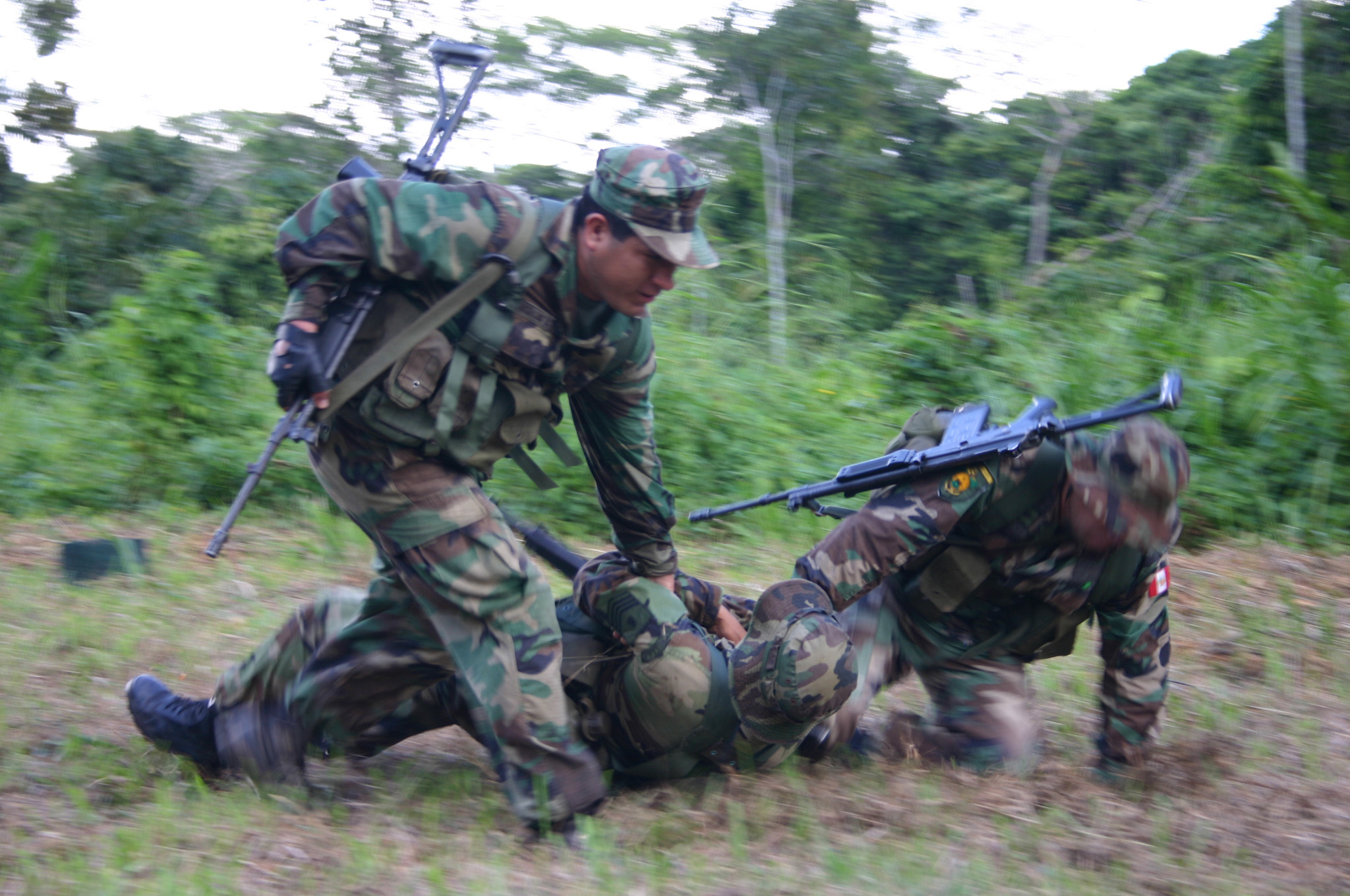
ガリルARを装備したペルー海兵隊兵士
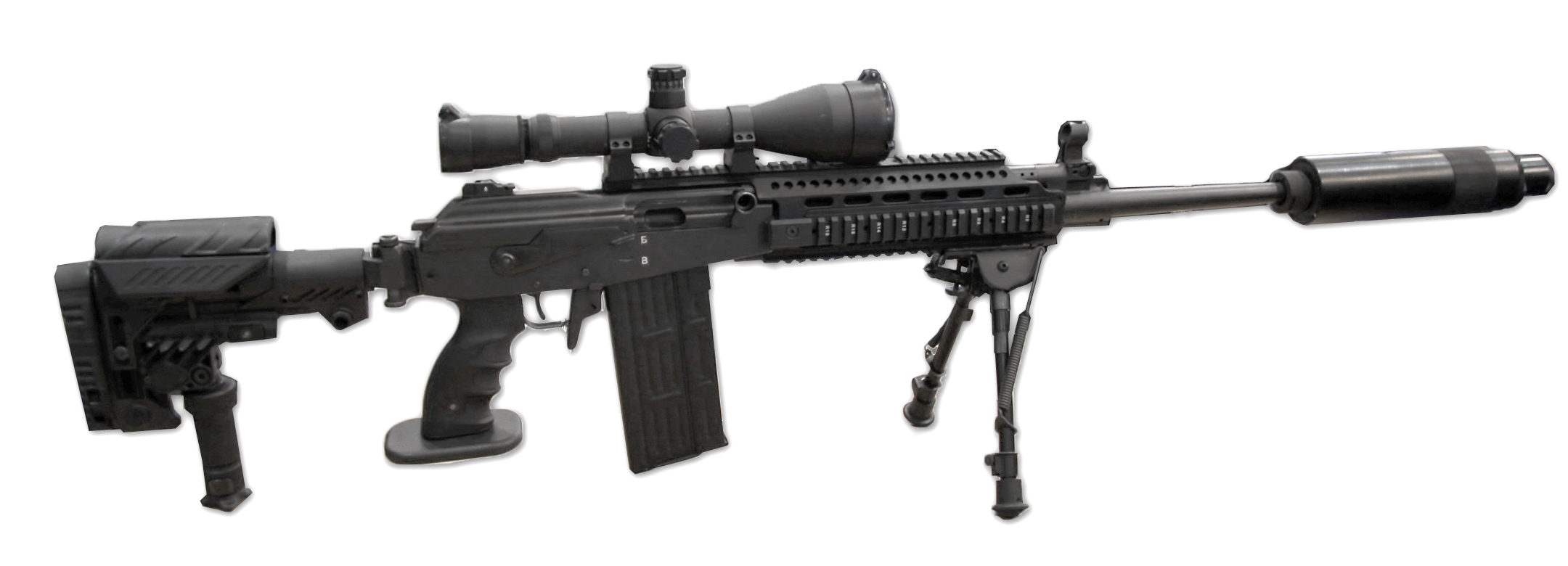
7.62mm狙撃銃モデル "ガラッツ"

## 登場作品

### 映画
『スクワッド 荒野に棲む悪夢』
『第9地区』
クーバス大佐が、南アフリカ製コンパクトモデルのベクターR6を使用。そのほか、クーバス大佐の部下の一部が南アフリカ製カービンモデルのベクターR5を使用。
『沈黙の傭兵』
ケープタウンなど南アフリカで撮影が行われ、全編でベクターR5など南アフリカ製ガリルの射撃シーンが活写されている。
『デルタ・フォース』
アルジェ国際空港での奪還作戦でデルタフォースが使用。
『デルタフォース3』
デルタフォース隊員がSAR 5.56mm仕様を使用。一部M203 グレネードランチャーを装備。

『バイオハザードII アポカリプス』
アンブレラ社の傭兵部隊「U.B.C.S.」隊長カルロス・オリヴェイラがC-More ドットサイト、レーザーサイト、タクティカルライト、フォアグリップを装着したマイクロ・ガリルを使用する。仲間のユーリ・ロギーノワとニコライ・ジノフェフは、同じIMI社のタボール CTAR-21を使用。
『裸の銃を持つ男』
『ヒート』
銀行強盗後の市街地での銃撃戦でマイケル・チェリトがARM 5.56mm仕様を使用する。
『誘拐犯』
中盤以降にロングボーがARM 7.62mm仕様を使用。狙撃に用いる際はスコープを装着しており、終盤室内で使用している際は取り外している。
『レバノン』

### 漫画・アニメ
『GUNSLINGER GIRL』
義体と呼ばれる少女の1人が使用する。
『HELLSING』
吸血鬼信奉者が使用する。
『On Your Mark』
カルト教団の拠点を強襲した武装警官隊が使用。弾倉の形状や銃身およびガスピストンシリンダーの長さ、バイポッドとキャリングハンドルが無いことからAR 5.56mmであることがわかる。
『うぽって!!』
ガリルがGALIL ARを使用（ガリル自身、GALIL ARの擬人化キャラでもある）。
『気分はもう戦争』
はちまきが第5話までバイポッド付きを愛銃にしていたが、その後、中国では西側規格の弾薬入手が難しかったのか、56式自動歩槍（銃剣なし）に装備を変更する。
『こちら葛飾区亀有公園前派出所』
魔の給料日の巻に登場。
『これはゾンビですか? オブ・ザ・デッド』
第3話において名称のみ登場。
『ヨルムンガンド』
カレンの部下、陳の部下が通常モデルと狙撃モデルを使用する他、大星海公司の警備スタッフがガリル SARを所持する。

### 小説
『Op.ローズダスト』
テロリストらが特殊部隊を迎撃する際に使用。
『SAS戦闘員―最強の対テロ・特殊部隊の極秘記録』
SASが訓練を施す「南アメリカのある国」の警察が7.62mmタイプを使用。
『極大射程』
パンサー大隊の兵士達が使用。
『ヤングガン・カルナバル』
木暮塵八がマイクロ・ガリルを使用。

### ゲーム
『Alliance of Valiant Arms』
ガラッチャ仕様がGalil Sniperと改良版のMad Galilとして、また、SR-99が「99SR」という名称で登場。ゲーム内兵科「スナイパー」のメイン武器。また、マイクロガリルが「Galil MAR」という名称で登場。ゲーム内兵科「ポイントマン」のメイン武器。
『Far Cry 3』
「ACE」という名称でGalil ACE 53が登場。様々なカスタマイズができる。
『アンチャーテッド 砂漠に眠るアトランティス』
「G-MAL」という名称で登場。ダットサイトを装備した3連射方式のアサルトライフル。ダットサイトを用いた精密射撃が行え、3連射方式のため射撃時の反動が少ない。装弾数も多く、手に入れやすい。
『カウンターストライク』
テロリスト側のみ購入可能。アサルトライフルの中で一番価格が安く装弾数も35発と他のアサルトライフルより5発多いが威力が少し弱い。
『クロスファイア』
「Micro Galil」という名称で登場。
『コール オブ デューティシリーズ』
『CoD:BO』
「GALIL」という名で登場。アタッチメントが付けられる。しかし、ゲームの設定年代が1960年代なので本来は存在しない。
『CoD:BO2』
キャンペーンとゾンビで使用可能。リロードが他のアサルトライフルよりも若干遅い。
『CoD:MW』
「CR-56 AMAX」という名称でACE31が登場。期間限定イベント「シーズン4」より追加登場する。
『CoD:mobile』
コール オブ デューティ モダン・ウォーフェアから移植実装。
『サドンアタック』
「GAL-1」という名称で登場。
『スパイフィクション』
敵の装備として登場。
『スペシャルフォース』
「Galil」として登場。また、「EVL Galil」という名称のオリジナル版も登場する。
『バトルフィールド ハードライン』
『バトルフィールド4』
「ACE23」という名前で登場。
　また、「ACE52 SV」も登場する。
『ブラックショット』
「GALIL」という名で登場。装弾数が150発ある。
『メタルギアシリーズ』
『MGGB』
「R5」の名称で登場する。
『MGA』
「R5」の名称で登場する。
『MGA2』
「R5」および「GALIL SAR」という名称で登場。